# Anne Lingan
Anne Lingan Brændeland, all'anagrafe Anne Brændeland Hovde, conosciuta come Anné e Anne Lingan (Grimstad, 16 dicembre 1977), è una cantante norvegese.

## Biografia
Dopo aver pubblicato alcuni singoli come Anné, Anne Lingan è salita alla ribalta nel 2003 grazie alla canzone Kicking You Out, che è stata la sigla della terza edizione del reality show Big Brother Norge. Il singolo ha raggiunto la vetta della classifica norvegese, mantenendo la posizione per cinque settimane consecutive e anticipando l'album Scared. La cantante ha inoltre scritto canzoni per altri artisti, fra cui Dina.

## Discografia

### Album in studio
- 2003 – Scared

### Singoli
- 2000 – Sleeping Beauty
- 2001 – The Real Thing
- 2002 – Scared
- 2003 – Kicking You Out
- 2003 – Like a Ghost